# Parcelacja (Piotrkowice)
Parcelacja – część wsi Piotrkowice w Polsce położona w województwie świętokrzyskim, w powiecie kazimierskim, w gminie Bejsce.
W latach 1975–1998 Parcelacja należała administracyjnie do województwa kieleckiego.